# بيرغر مادسن
بيرغر مادسن (بالنرويجية البوكمول: Birger Madsen)‏ هو لاعب كرة قدم نرويجي في مركز الدفاع، ولد في 23 أبريل 1982 في أوسلو في النرويج. لعب مع نادي ساندفيورد ونادي ستارت ونادي شايد ونادي فوليرينغا.